# Ornebius peruviensis
Ornebius peruviensis is een rechtvleugelig insect uit de familie Mogoplistidae. De wetenschappelijke naam van deze soort is voor het eerst geldig gepubliceerd in 1913 door Lucien Chopard.